# Ottoia prolifica
L’ottoia (Ottoia prolifica Walcott, 1911) è un verme estinto appartenente al phylum dei priapulidi (Priapulida), vissuto nel Cambriano medio (circa 505 milioni di anni fa). I suoi resti sono molto comuni nel famoso giacimento di Burgess Shales, in Canada.

## Descrizione
Questo animale, lungo in media otto centimetri, era dotato di un corpo cilindrico e annulato piuttosto tozzo, che si restringeva all'estremità posteriore; nella parte anteriore era presente una proboscide protrattile dotata di spine. Questa struttura, probabilmente, veniva usata per catturare le   prede. Non si sa con esattezza quale fosse il modo di vita dell'ottoia, ma probabilmente si trattava di un animale scavatore, che si muoveva attraverso i sedimenti per inseguire le sue prede. Forse viveva in tane a forma di U, che costruiva nel substrato. Da questa posizione relativamente sicura, l'ottoia poteva estroflettere la sua proboscide alla ricerca di prede. Il comportamento predatorio di questo animale è dimostrato da alcuni ritrovamenti, in cui sono visibili i contenuti dell'intestino. Sembra che la preda principale dell'ottoia fosse l'iolitide Haplophrentis (un piccolo animale munito di guscio, simile ai molluschi), che veniva inghiottito intero. Vi sono anche prove che indicano un comportamento cannibalistico dell'ottoia; il cannibalismo, peraltro, è molto comune negli odierni priapulidi.

## Biologia
Si conoscono oltre 1500 esemplari di ottoia. Il grande numero di fossili ritrovati è forse da porre in relazione alle abitudini di vita di questo animale: l'ottoia viveva relativamente immobile sul fondo, e una frana di fango proveniente dall'alto avrebbe potuto facilmente seppellirla.

## Distribuzione

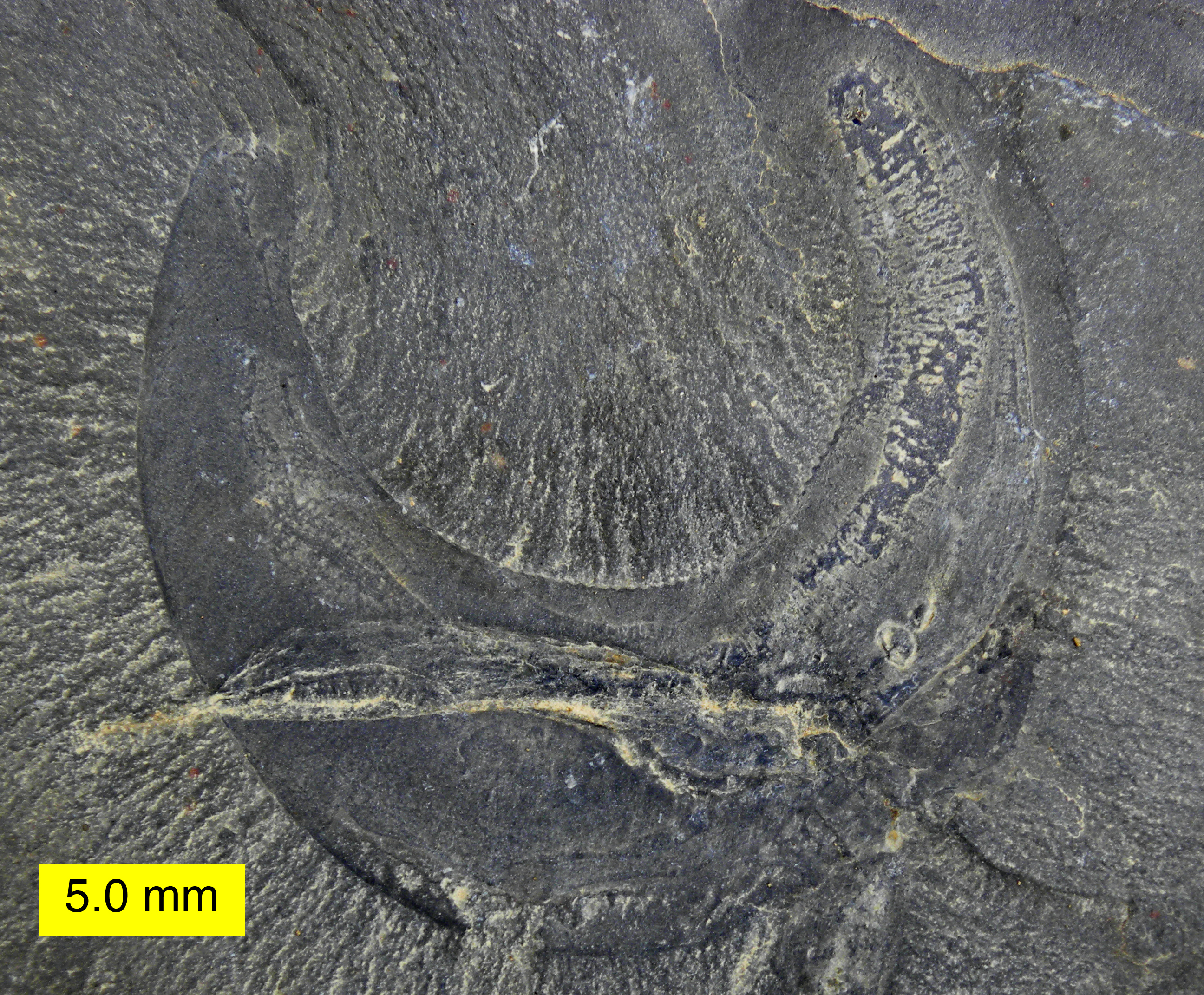

I priapulidi sono insolitamente numerosi nel giacimento di Burgess Shales anche per quanto riguarda i generi conosciuti. Oltre a Ottoia sono da ricordare almeno Selkirkia, Ancalagon e Louisella. Nei periodi successivi al Cambriano la documentazione dei priapulidi è pressoché inesistente e a tutt'oggi sono noti pochi generi viventi. La causa di questa drastica riduzione dei priapulidi non è nota.

## Nella cultura di massa
Nel film Deep Rising - Presenze dal profondo, il mostro marino che attacca i protagonisti viene riconosciuto da un personaggio come un gigantesco discendente mutante dell'ottoia. L'aspetto del mostro, in ogni caso, è notevolmente diverso da quello dell'ottoia. Nel film King Kong di Peter Jackson, invece, uno degli animali (Carnictis) presenti nella fossa dell'isola in cui si svolge gran parte dell'azione è chiaramente ispirato all'ottoia, con tanto di proboscide protrattile dentata.
Il verme appare anche nella serie televisiva britannica di fantascienza Primeval, pur non rispettando le dimensioni rispetto ai reperti fossili. In questo caso un gran numero di vermi precambriani oltrepassa l'anomalia apertasi in un palazzo nel centro di Londra, causando non pochi guai al team di scienziati.